# Magnetosfera de Saturn
La magnetosfera de Saturn és la cavitat creada pel flux de vent solar pel camp magnètic intern del planeta. Va ser descoberta el 1979 per la sonda Pioneer 11. És la segona més grossa de cap planeta del sistema solar, després de la de Júpiter. La magnetopausa, el límit entre la magnetosfera de Saturn i el vent solar, és a una distància d'uns 20 radis saturnians del centre del planeta, mentre que la seva magnetocua s'estén fins a centenars de radis.
La magnetosfera de Saturn és plena de plasmes originats des del planeta i els seus satèl·lits. La font principal és el satèl·lit Encèlad, que ejecta 1.000 kg/s de vapor d'aigua amb els guèisers del pol sud, una part dels quals són ionitzats i giren junts amb el camp magnètic de Saturn.
La interacció entre la magnetosfera de Saturn i el vent solar genera aurores al voltant dels pols del planeta observat amb llum visible, infraroja i ultraviolada. Entre el 1980 i 1981 la magnetosfera de Saturn va ser estudiada pel programa Voyager. Actualment és objecte d'investigació de la sonda Cassini, que hi va arribar el 2004.